# 赫拉佐韋
52°7′26″N 33°29′22″E / 52.12389°N 33.48944°E
赫拉佐韋（烏克蘭語：Глазове）是位於烏克蘭東北部的村莊，由蘇梅州紹斯特卡區的紹斯特卡市鎮負責管轄。該村處於比奇哈河左岸，分別距離克里沃諾西夫卡2.5公里和迪布里夫卡6公里，海拔高度138米，2001年人口519。